# 카우타노
카우타노(이탈리아어: Cautano)는 두 개의 마을(카우타노와 카차노)로 구성된 이탈리아 캄파니아주 베네벤토도의 코무네다. 나폴리로부터 북동쪽으로 75km , 베네벤토 서쪽으로 13km 거리에 있다.